# Ngày Bác Hồ ra đi tìm đường cứu nước

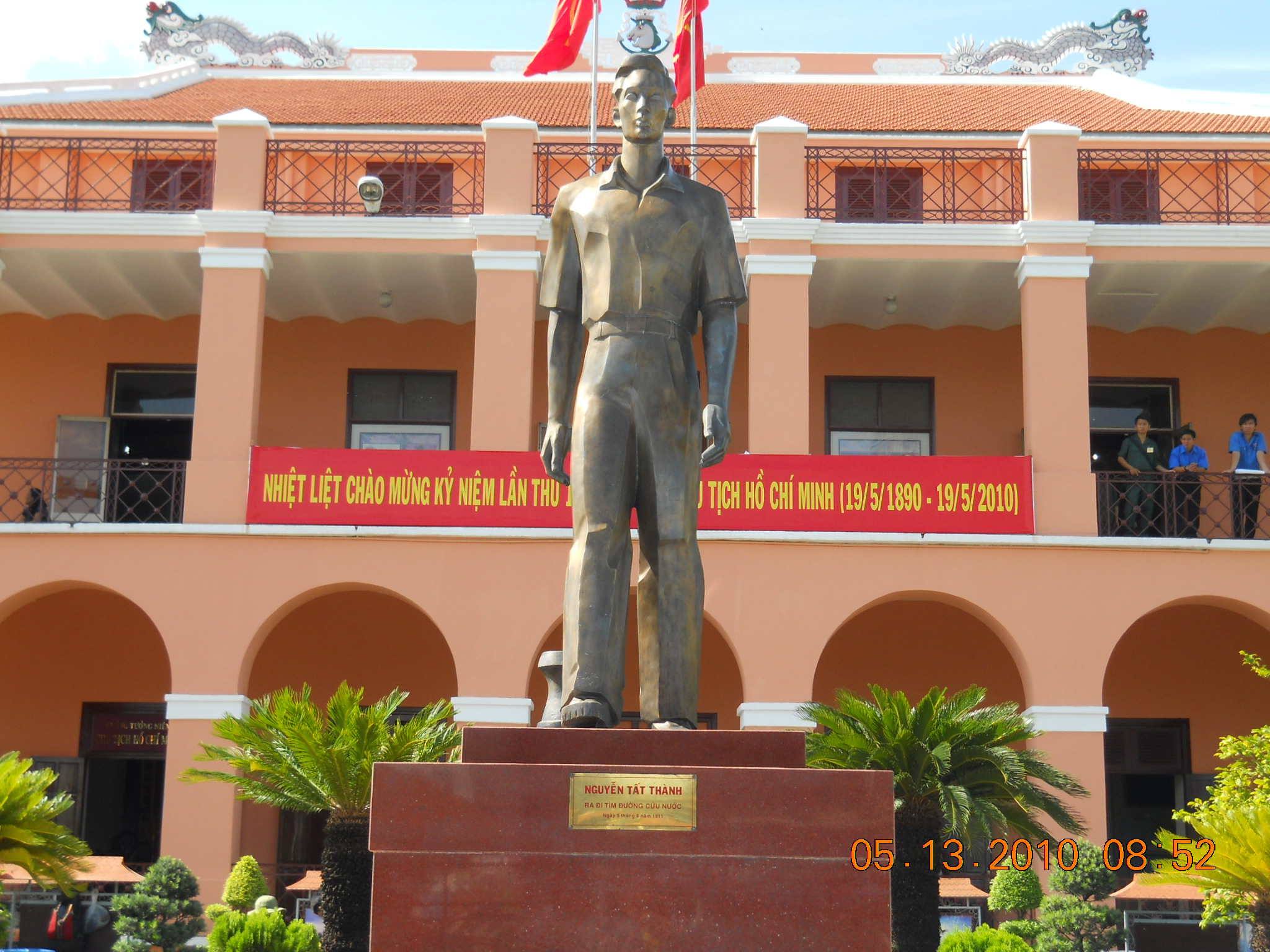
Tượng Nguyễn Tất Thành tại Nhà tưởng niệm Bến Nhà Rồng kỷ niệm sự kiện

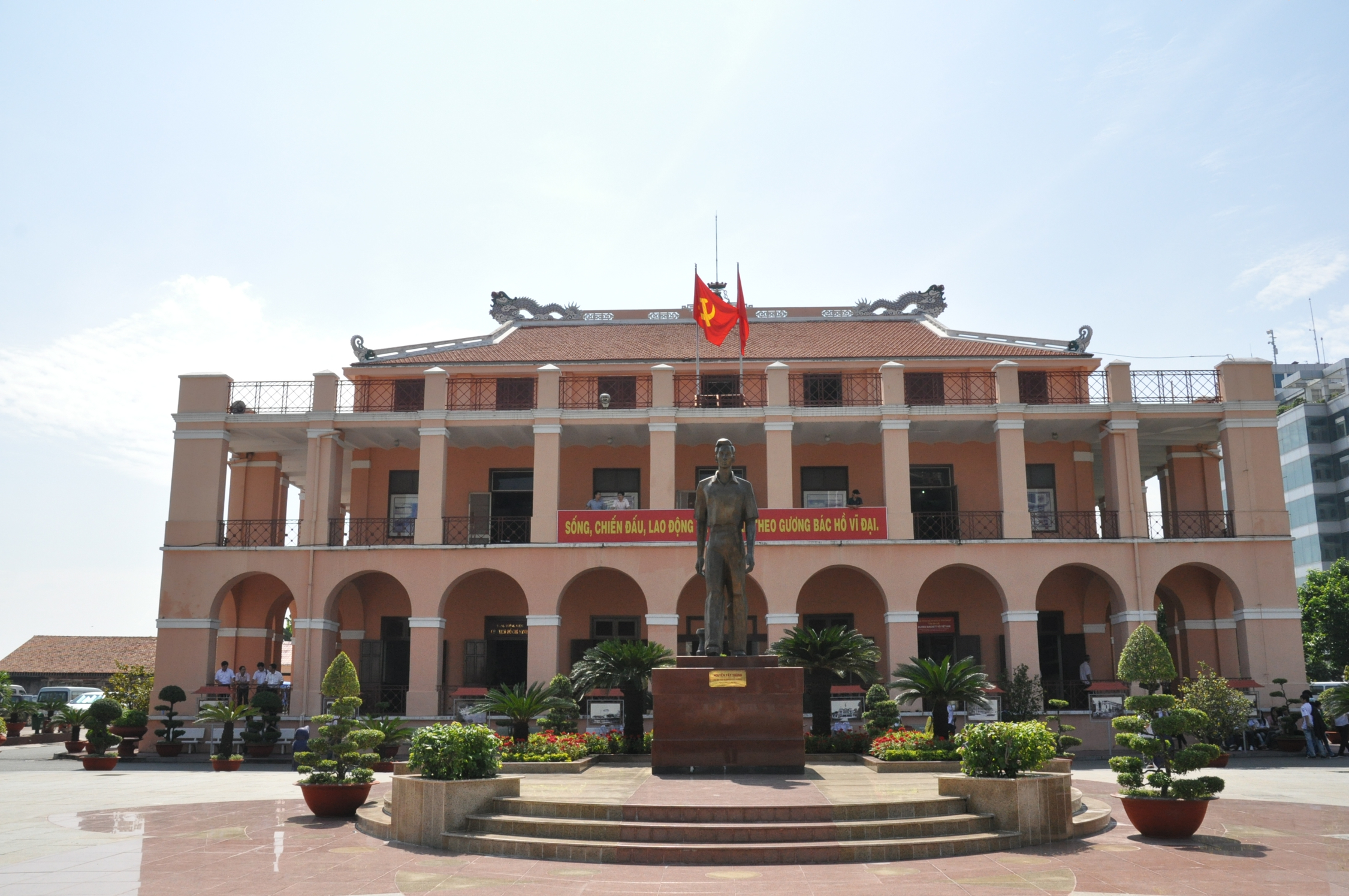
Bến Nhà Rồng (nay là Bảo tàng Hồ Chí Minh), nơi Hồ Chí Minh xuất phát đi tìm đường cứu nước

Ngày Bác Hồ ra đi tìm đường cứu nước (ngày 5 tháng 6 năm 1911) là ngày kỷ niệm hàng năm tại Việt Nam ghi nhận sự kiện Hồ Chí Minh (lúc đó tên là Nguyễn Tất Thành) rời bến Nhà Rồng trên con tàu Amiral Latouche-Tréville lên đường sang Pháp với tên gọi Văn Ba hay anh Ba để học hỏi những điều mà ông cho là "tinh hoa và tiến bộ" từ các nước phương Tây nhằm thực hiện công cuộc giải phóng Việt Nam khỏi ách thuộc địa của Thực dân Pháp. Tại Việt Nam, ngày 5 tháng 6 hàng năm là một dịp lễ lớn cùng với nhiều hoạt động nhằm kỷ niệm, đặc biệt là các hoạt động được tổ chức rầm rộ trong năm 2011, là năm kỷ niệm tròn 100 năm sự kiện diễn ra.

## Hoàn cảnh
Ở giai đoạn này, Việt Nam thuộc quyền thống trị của thực dân Pháp, nhiều cuộc khởi nghĩa, nổi dậy đã diễn ra nhưng thất bại. Nhiều xu hướng cải cách, đổi mới được dấy lên nhưng cũng chưa đạt kết quả khả quan. Trong thời gian này, có nhiều lý thuyết, nhiều chủ nghĩa, nhiều con đường và phương pháp để đấu tranh bắt đầu biết đến ở Việt Nam. Thời điểm này cũng có nhiều người Việt Nam đi ra nước ngoài theo nhiều diện khác nhau.
Từ việc tìm hiểu, nghiên cứu những bài học lịch sử và khảo nghiệm thực tiễn, Nguyễn Tất Thành thấy rằng mọi cách tiến hành ở trong nước, hay đi ra nước ngoài, sang Trung Quốc, hay Nhật Bản (phong trào Đông Du) đều không đạt kết quả tốt. Ông thấy rằng cần đi ra nước ngoài để học hỏi, tìm hiểu một con đường khác.
Theo Hồ Chí Minh, ông ra đi vì muốn "Tự do cho đồng bào tôi, độc lập cho Tổ quốc tôi, đấy là tất cả những điều tôi muốn, đấy là tất cả những điều tôi hiểu". Sau này khi trả lời phỏng vấn, Hồ Chí Minh cho biết: 
| “             | Vào trạc tuổi mười ba, lần đầu tiên tôi được nghe những từ Tự do – Bình đẳng – Bác ái. Đối với chúng tôi, người da trắng nào cũng là người Pháp. Người Pháp đã nói thế và từ thuở ấy, tôi muốn làm quen với nền văn minh Pháp, muốn tìm xem những gì ẩn giấu đằng sau những từ ấy | ” |
| — Hồ Chí Minh | |   |

Việc Hồ Chí Minh chọn Sài Gòn là nơi để đi nước ngoài sau này được lý giải là do lúc bấy giờ Sài Gòn là cửa ngõ của xứ Nam Kỳ có những công ty tàu biển lớn chạy đường Pháp – Đông Dương rất thuận lợi cho việc sang Pháp. Đây cũng là nơi tự do hơn các xứ khác ở Việt Nam trong việc đi lại, tìm kiếm công ăn việc làm, dễ kiếm cơ hội xuất ngoại. Sài Gòn, nơi ông dừng chân trong thời gian ngắn nhất nhưng lại có vai trò quyết định đối với sự lựa chọn con đường cứu nước do được tiếp xúc với nhiều luồng thông tin đa dạng.

## Lịch trình
- Tháng 5 năm 1907, Nguyễn Tất Thành từ Huế vào Bình Khê, Bình Định thăm cha mình là Nguyễn Sinh Sắc.
- Năm 1908, Nguyễn Tất Thành tham gia bãi khóa nhân Phong trào chống sưu thuế. Nguyễn Tất Thành bị buộc thôi học ở trường Quốc học Huế.[10]
- Tháng 9 năm 1909, Nguyễn Tất Thành được cha gửi đến Quy Nhơn để học thêm tiếng Pháp với thầy giáo Phạm Ngọc Thọ dạy tại Trường tiểu học Pháp – bản xứ Quy Nhơn theo chương trình lớp cao đẳng.
- Vào một ngày trong tháng 8 năm 1910, Nguyễn Tất Thành rời Quy Nhơn, đi vào Sài Gòn. Từ nửa sau tháng 9 năm 1910 đến trước tháng 2 năm 1911, Nguyễn Tất Thành dạy học ở trường Dục Thanh thuộc thành phố Phan Thiết.
- Có một mẩu chuyện về Hồ Chí Minh do Trần Dân Tiên ghi lại[11] liên quan đến việc Nguyễn Tất Thành bàn với một người bạn thân về chuyện ông muốn đi nước ngoài và rủ rê anh này đi theo. Nội dung câu chuyện được kể lại như sau:[8]

– Nguyễn Tất Thành: Tôi muốn đi ra ngoài, xem nước Pháp và các nước khác. Sau khi xem xét họ làm như thế nào, tôi sẽ trở về giúp đồng bào chúng ta. Nhưng nếu đi một mình, thật ra cũng có điều mạo hiểm, ví như khi đau ốm... Anh muốn đi với tôi không?
– Anh bạn: Nhưng lấy đâu ra tiền mà đi??,
– Nguyễn Tất Thành (vừa nói vừa giơ hai bàn tay): Đây, tiền đây! Chúng ta sẽ làm việc. Chúng ta sẽ làm bất cứ việc gì để sống và để đi, anh cùng đi với tôi chứ?.
Anh bạn đó nhận lời nhưng sau này không tham gia chuyến đi.

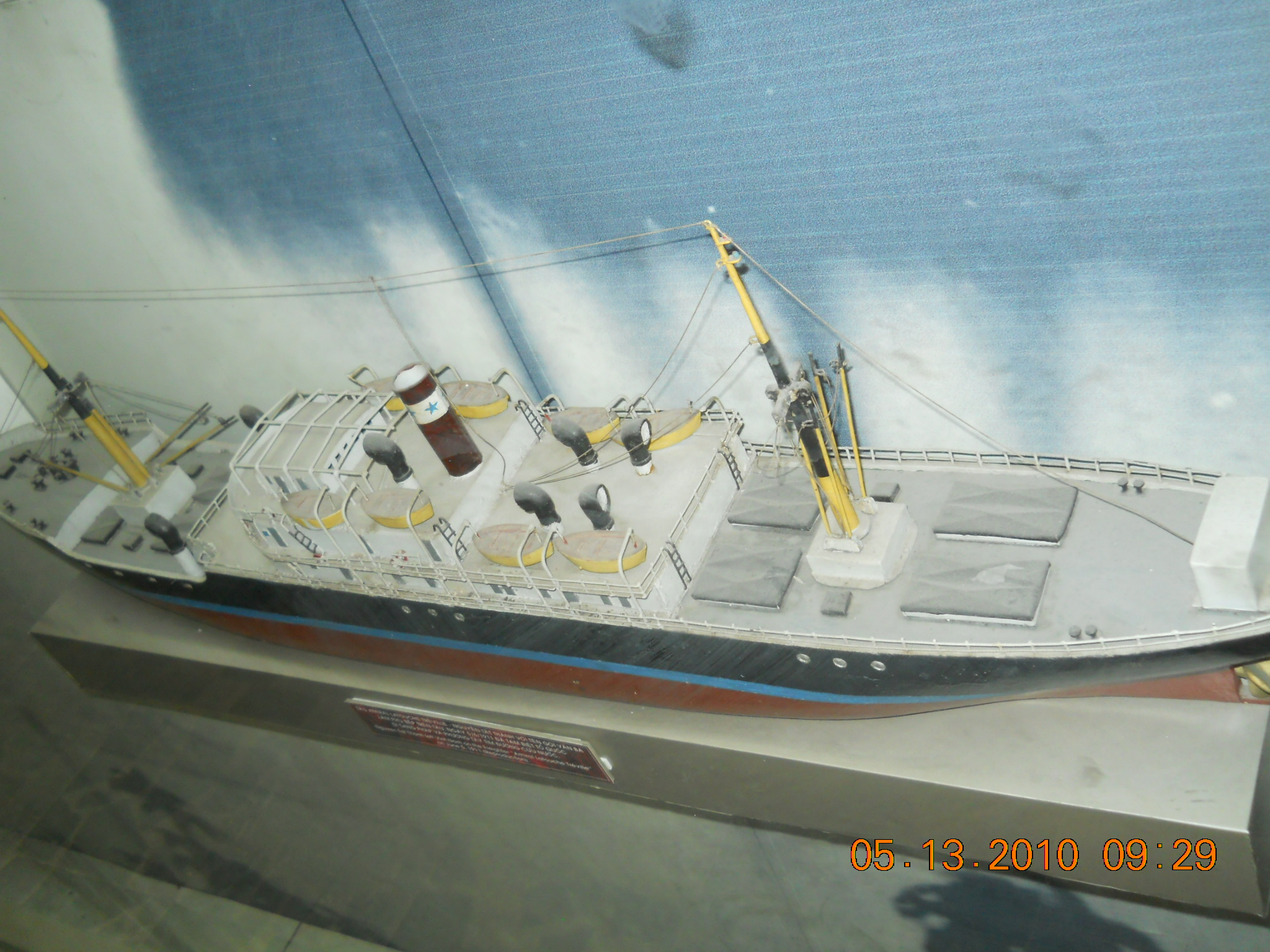
Mô hình tàu buôn Đô đốc Latouche-Tréville nơi Nguyễn Tất Thành đi Pháp

- Ngày 2 tháng 6 năm 1911, Nguyễn Tất Thành xin làm việc ở tàu Đô đốc Latouche-Tréville của hãng vận tải Hợp nhất (Compagnie des Chargeurs réunis), thường được gọi nôm na là hãng Nǎm Sao đang chuẩn bị rời Cảng Sài Gòn đi Marseille, Pháp. Lúc tàu này cập cảng Sài Gòn. Ông xuống tàu và gặp viên thuyền trưởng tên là: Lui E-du-a Mai-sen. Ông thuyền trưởng hỏi rằng anh có thể làm được việc gì? Ông trả lời: Tôi có thể làm bất cứ công việc gì. Sau đó thuyền trưởng nhận Thành vào làm phụ bếp.[12][13]
- Ngày 3 tháng 6 năm 1911, Nguyễn Tất Thành bắt đầu làm việc ở tàu Đô đốc Latouche-Tréville, nhận thẻ nhân viên của tàu với tên mới là Văn Ba. Lúc này trên tàu cũng có một người thủy thủ Việt Nam làm việc có tên gọi là Nguyễn Văn Ba. Lương của Hồ Chí Minh được lãnh là 50 franc Pháp, trong khi những người bồi bàn Pháp làm việc rất nhàn nhã lãnh lương gấp 3 lần lương của ông.[12]

Cuối cùng, vào buổi trưa ngày 5 tháng 6 năm 1911, từ Bến Nhà Rồng, Nguyễn Tất Thành trong công việc là người phụ bếp chính thức lên đường sang Pháp trên chiếc tàu buôn Đô đốc Latouche-Tréville để tìm "tự do cho đồng bào tôi, độc lập cho tổ quốc tôi".
Tàu Đô đốc Latouche Tréville đã rời bến sông Sài Gòn với 72 thủy thủ trên tàu. Trong chuyến hành trình đó, tàu đi qua các nước như Singapore, Colombo thuộc Sri Lanka, Djibouti, Port Said và Marseille. Đến ngày 15 tháng 7 năm 1911, tàu này đến Le Havre, cảng chính ở miền Bắc nước Pháp và đây là lần đầu tiên Nguyễn Tất Thành đặt chân lên nước Pháp.
Vào tháng 9, Nguyễn Tất Thành đã viết thư đến tổng thống Pháp, xin được nhập học vào Trường Thuộc địa (École Coloniale), trường chuyên đào tạo các nhân viên hành chánh cho chính quyền thực dân, với hy vọng "giúp ích cho Pháp". Thư yêu cầu của ông bị từ chối và được chuyển đến Khâm sứ Trung Kỳ ở Huế.

## Kỷ niệm

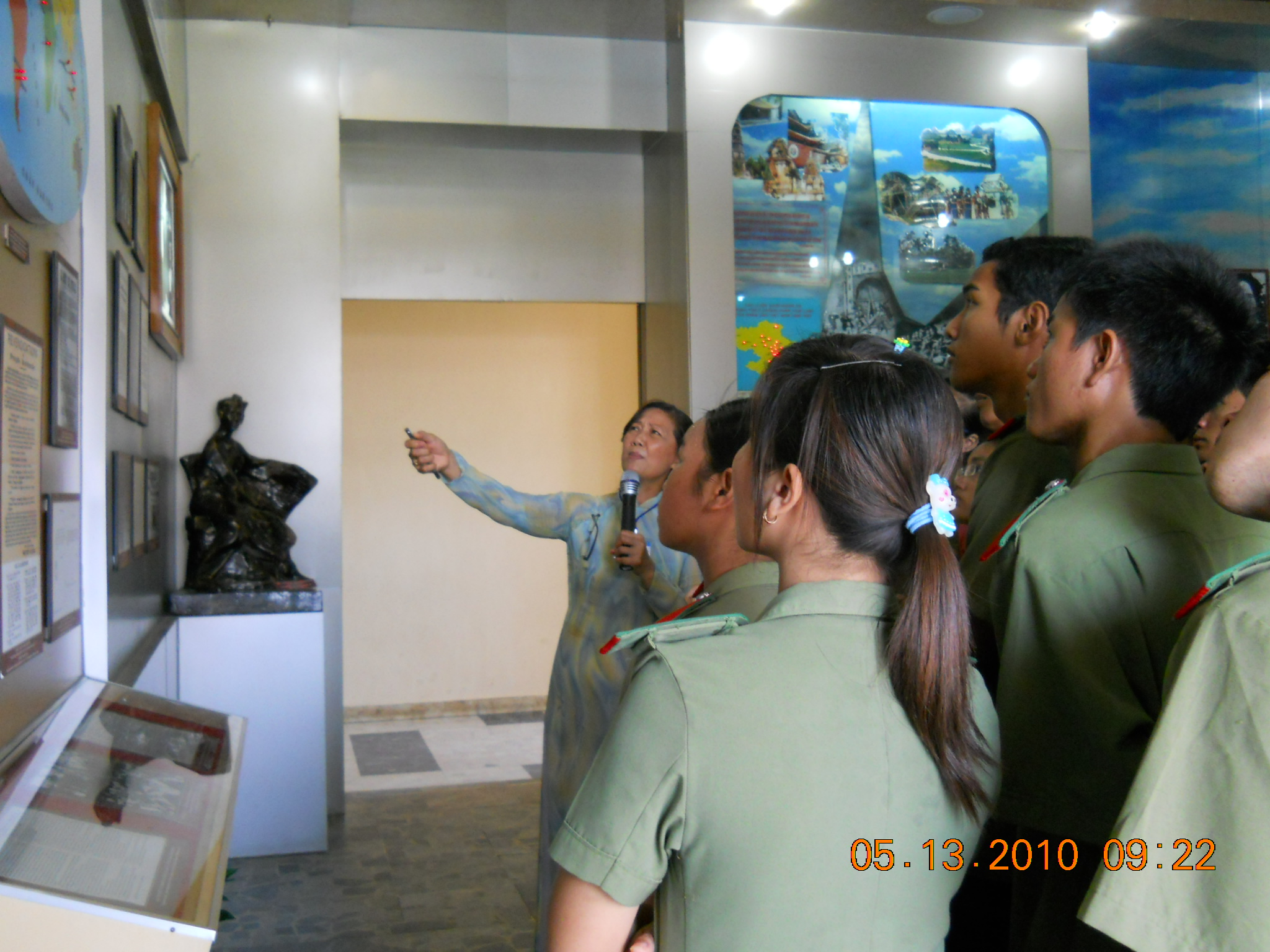
Thuyết minh, giới thiệu về hành trình của Hồ Chí Minh

Việc tổ chức kỷ niệm "Ngày Hồ Chí Minh ra đi tìm đường cứu nước" được diễn ra rộng rãi trên phạm vi cả nước Việt Nam nhưng những hoạt động chính lại diễn ra tại Thành phố Hồ Chí Minh. Tới dự lễ có lãnh đạo của Thành phố, các vị lão thành cách mạng, các bà mẹ Việt Nam anh hùng, các cựu chiến binh, chức sắc tôn giáo, các thành phần dân tộc, một số đại diện Đoàn Thanh niên Cộng sản Hồ Chí Minh....
Các hoạt động kỉ niệm diễn ra tại bến cảng Nhà Rồng, Bảo tàng Hồ Chí Minh,... với nhiều hoạt động phong phú như mít tinh, múa hát, họp mặt truyền thống, hội thảo, tiến hành dâng hương, dâng hoa tại bảo tàng, báo công, tham quan các triển lãm, trưng bày hiện vật, hình ảnh cho cả người lớn và thiếu nhi

## Nhận định
Các báo đài Việt Nam cho rằng, cuộc hành trình của Hồ Chí Minh là một bước ngoặt lớn, làm cho chủ nghĩa yêu nước của con người Việt Nam phát triển, mà sau này đã trở thành biểu tượng trong hai cuộc kháng chiến chống thực dân Pháp và đế quốc Mỹ, và trong cuộc tái thiết và phát triển đất nước lên xã hội chủ nghĩa.
Ông Lê Thanh Hải cho rằng: 
| “              | Cuộc hành trình tìm đường cứu nước của Bác Hồ đã tạo nên những bước ngoặt lớn trong cách mạng Việt Nam, đã làm thay đổi hướng phát triển của lịch sử và thay đổi số phận của cả dân tộc Việt Nam trong thế kỷ 20 | ” |
| — Lê Thanh Hải | |   |

Học giả William J. Duiker trong quyển tiểu sử Ho Chi Minh: A Life cho rằng những người ca ngợi Hồ Chí Minh đã làm lớn chuyện vài ba lời nói của Hồ Chí Minh về việc ra đi "tìm đường cứu nước", nhưng với thói quen phóng đại các sự kiện trong đời mình của Hồ Chí Minh, thì phải hoài nghi những lời nói đó. Dù sao đi nữa, Duiker cho rằng khi rời Sài Gòn năm 1911, Hồ Chí Minh chắc chắn đã có đầy lòng yêu nước và biết rõ những hành động bất công của chính quyền thực dân đối với đồng bào mình.

## Trong Văn học và các tác phẩm
Nhà thơ Chế Lan Viên có bài thơ: Người đi tìm hình của nước, mô tả việc Hồ Chí Minh lên tàu đi nước ngoài như:
Cho tôi làm sóng dưới con tàu đưa tiễn Bác
Khi bờ bãi dần lui làng xóm khuất
Bốn phía nhìn không một bóng hàng tre
Đêm xa nước đầu tiên, ai nỡ ngủ
Sóng vỗ thân tàu đâu phải sóng quê hương
Trời từ đây chẳng xanh màu xứ sở
Trong âm nhạc, để ghi nhận sự kiện này, nhạc sĩ Phạm Minh Tuấn có sáng tác bài hát: Dấu chân phía trước(thơ Hồ Thi Ca) trong đó với những câu hát mô tả như:
Khi tôi còn là hạt bụi
Người đã lên tàu đi xa
Khi quê hương còn chìm nổi.
Người đã lên tàu đi xa.
Khi tôi còn là hạt bụi.
Người đã lên tàu đi xa.
Khi bến Nhà Rồng đầy nước mắt
Bước chân Bác đặt chốn này.
Nhạc sĩ Cao Việt Bách cũng sáng tác bài hát có tên: Tiếng hát từ thành phố mang tên người trong đó đoạn đầu có mô tả về sự kiện này.
Từ thành phố này người đã ra đi
Bao năm mơ ước đón người trở về
Nhạc sĩ Thuận Yến có sáng tác bài Miền Trung nhớ bác trong đó có nêu về chi tiết Hồ Chí Minh ra đi tìm đường cứu nước:
Đường Miền Trung non xanh nước biếc
Xin hỏi đường nào Bác đã qua đây
Khi Bác tìm đường cứu nước ai hay
Trời Bình Khê xanh trong bát ngát
Lưu luyến một chiều Bác đến thăm Cha
Chia sẻ ngọt lành trước lúc đi xa
Biển Phan Thiết đêm đêm sóng hát
Khúc tiễn đưa Bác đến bến Nhà Rồng
Biển muôn đời hát mãi nỗi nhớ mong